# Waldegg bei Grönenbach
Waldegg bei Grönenbach (amtlich Waldegg b.Grönenbach) ist ein Ortsteil des oberschwäbischen Marktes Bad Grönenbach.

## Geografie

### Topographie
Die Einöde liegt etwa zwei Kilometer südlich von Bad Grönenbach auf einer Höhe von 710 m ü. NN. Waldegg grenzt im Uhrzeigersinn, von Norden beginnend, an den Markt Bad Grönenbach, die Weiler Kreuzbühl, Egg, das Dorf Ziegelberg und den Weiler Kornhofen.

### Geologie
Waldegg befindet sich auf Schotter der Würmeiszeit des Pleistozäns. Der Untergrund besteht aus Kies und Sand.

### Geotope

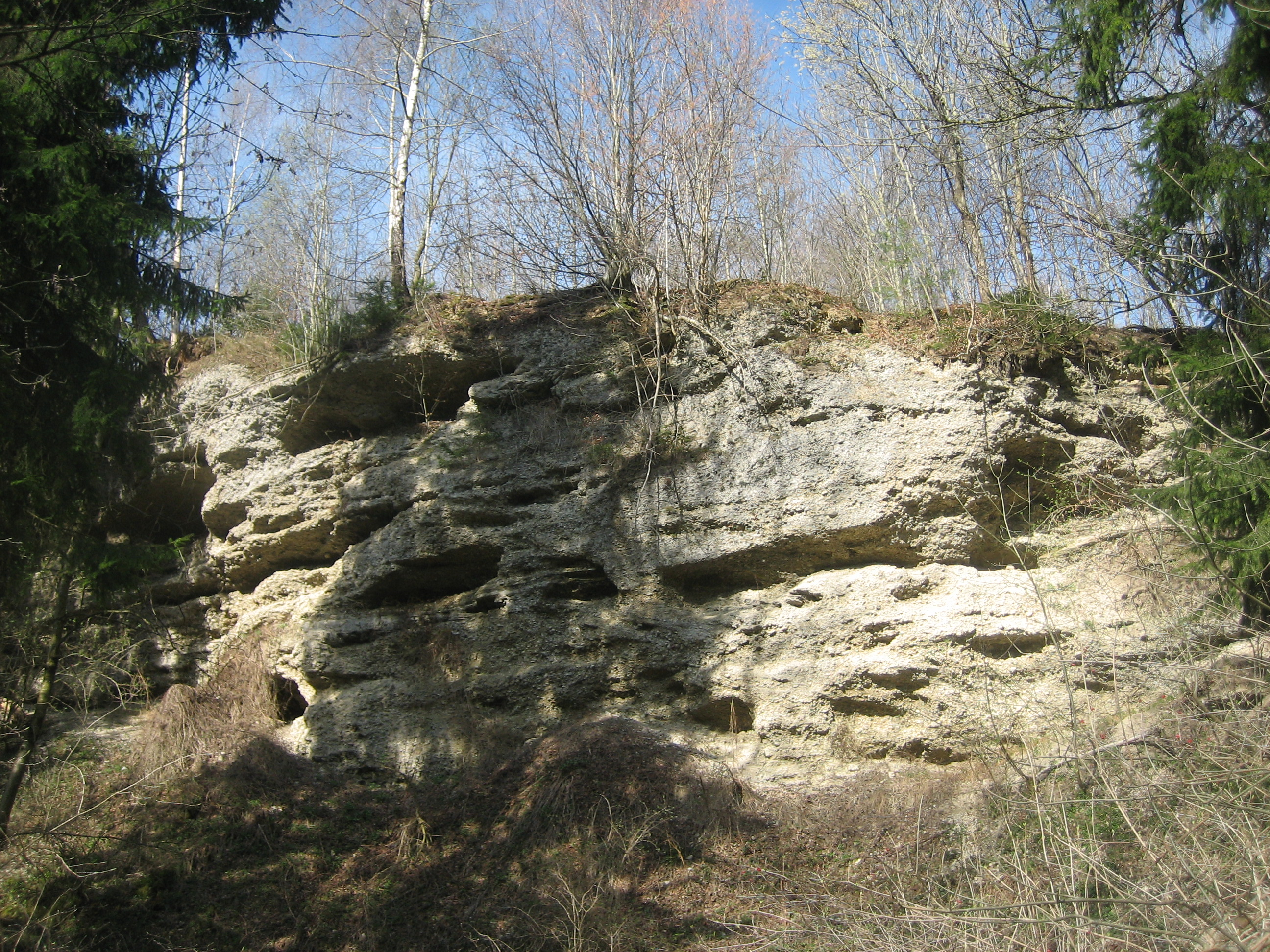
Nagelfluh-Aufschluss bei Waldegg

Westlich der Straße von Bad Grönenbach kurz nach der Abzweigung der Straße nach Waldegg befindet sich ein Nagelfluh-Aufschluss. Das mit der Nummer 778A007 eingetragene Geotop hat eine Länge von 40 und eine Breite von 20 Metern. Die Höhe beträgt rund 15 Meter. Der Nagelfluh-Aufschluss zeigt mehrere Schichten des Deckenschotters des Unterpleistozäns.

## Geschichte
Erstmals erwähnt wurde Waldegg 1472 als ein Ausbau der Siedlung Ziegelberg.